# Alexandru Dincă (rokometaš)
Alexandru Dincă, romunski rokometaš, * 18. december 1945, Bukarešta, † 30. april 2012.
Leta 1972 je na poletnih olimpijskih igrah v Münchnu v sestavi romunske rokometne reprezentance osvojil bronasto olimpijsko medaljo.